# コスモス398号
コスモス398号（コスモス398ごう、Kosmos 398、ロシア語: Космос 398）は、T2Kバージョンを用いたソビエト連邦のLK2度目の無人試験飛行である。コスモス379号に続いて行われ、1971年2月26日にバイコヌール宇宙基地31番射点より打ち上げられ、276×196 kmの軌道を飛行した。

## ミッションパラメータ
- 宇宙船：LK
- 質量：7255 kg
- 乗組員：なし
- 打上げ：1971年2月26日

## 軌道
- 地球周回軌道
- 低軌道
- 軌道離心率：0.006043
- 近点：196 km
- 遠点：276 km
- 軌道傾斜角：51.63°
- 軌道周期：88.9分